# Filip Janković
Filip Janković (Belgrado, 17 gennaio 1995) è un calciatore serbo, centrocampista svincolato.

## Caratteristiche tecniche
È un trequartista di piede destro.

## Carriera

### Club
Cresciuto nelle giovanili della Stella Rossa, debutta in prima squadra il 4 agosto 2011 nella partita di qualificazione di UEFA Europa League contro i lettoni del Ventspils all'età di 16 anni, 6 mesi e 18 giorni, diventando il più giovane esordiente della Stella Rossa nelle competizioni UEFA, e il secondo esordiente più giovane nella storia della società, e dieci giorni dopo, il 14 agosto 2011, debutta anche in campionato, subentrando al 70' a Darko Lazović nel corso del match perso per 2-0 contro lo Spartak Subotica.
Nel 2013 viene acquistato dal Parma che, dopo avergli fatto fare una stagione con la Primavera, lo cede in prestito al Catania per la stagione 2014-2015, scendendo in campo otto volte. Al termine della stagione, a causa del fallimento del Parma, rimane svincolato.
Dal 23 settembre 2015 al 12 ottobre 2015 si allena nuovamente nel centro di Collecchio con il Parma, che però, essendo ben coperta nel ruolo di trequartista decide di non tesserarlo.
Il 5 gennaio 2016 firma un contratto con il Domžale.

### Nazionale
Nel 2015 è stato convocato dalla nazionale Under-20 serba per i vittoriosi Mondiali, giocando una sola partita.

## Palmarès

### Club
- Coppa di Serbia: 1

Stella Rossa: 2011-2012

### Nazionale
- Campionato mondiale Under-20: 1

Nuova Zelanda 2015